# Reveakîne, Putîvl
Reveakîne (în ucraineană Рев'якине) este localitatea de reședință a comunei Reveakîne din raionul Putîvl, regiunea Sumî, Ucraina.

## Demografie
Componența lingvistică a localității Reveakîne
     Rusă (89,41%)
     Ucraineană (10,59%)
Conform recensământului din 2001, majoritatea populației localității Reveakîne era vorbitoare de rusă (89,41%), existând în minoritate și vorbitori de ucraineană (10,59%).